# Diezmo ecológico
El diezmo ecológico, también conocido como ley del diez porciento hace referencia que solo el 10% de la energía media se puede aprovechar por los organismos del siguiente nivel trófico. Los cuales son los organizadores y los despierto También determina el límite superior de los niveles tróficos que pueden poseer las cadenas tróficas, es decir, la cantidad de energía suficiente que pueden aprovechar los organismos para su crecimiento y reproducción. Usualmente se alcanzan cuatro o cinco niveles en la cadena trófica.

## Flujo de energía
A partir de los estudios de los aspectos trofodinámicos de la ecología, se pudo visualizar el flujo de energía a través de los niveles de un ecosistema.  Y se consideró que para ello, se debe tener en cuenta como fluye la energía así como la primera y segunda ley de la termodinámica. Calcular cómo fluye la energía en una dinámica trófica, es relativamente sencillo, se parte de la energía inicial, que ingresa al primer nivel trófico. Parte de la energía recibida (solar) se pierde por la reflectancia de las plantas, también se pierde como calor gastado en el metabolismo y la evapotranspiración.
En un nivel trófico, solo una fracción mínima de la energía es consumida por los organismos del siguiente nivel trófico, de esta energía consumida, una fracción pequeña es asimilada, y de esta energía asimilada solo una fracción mínima se destina a la producción de tejidos nuevos. De lo anterior se deriva el concepto de eficiencia ecológica; que es la eficacia de transferencia de energía en los niveles tróficos y como se aprovecha en cada uno de ellos.
Si se trata de organismos invertebrados y vertebrados, la eficiencia de producción varia pero en cualquier caso representa el porcentaje de energía asimilada que se destinará para la producción de tejidos. En los invertebrados su energía de producción varía entre el 17% y 63%, para el caso de los vertebrados, si son ectotérmicos su eficiencia de producción solamente alcanza el 10%, en cambio los endotérmicos aún son más bajos, solamente de entre el 1% y 2%, ya que invierten una considerable energía en mantener constante su temperatura corporal. Por lo tanto, la energía que puede aprovechar un consumidor primario será menor a la recibida por los productores primarios, así en cada nivel se pierde energía, de tal modo que los consumidores terciarios reciben ya muy poca energía (Fig.1). por lo tanto, se obtendría lo siguiente:
A0 > A1 > A2 . . . > A,.
Donde A0, es la energía que reciben los productores primarios, y será mayor que la energía que los consumidores primarios reciban, y así sucesivamente en todos los niveles tróficos. La cadena trófica de las comunidades desde las plantas verdes, herbívoros, carnívoros y descomponedores, en cuestiones de biomasa o densidad, tienen forma piramidal pero existen excepciones.

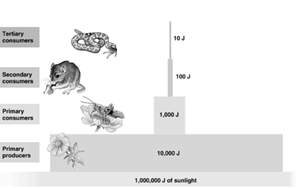
Figura 1. En cada nivel trófico, la energía que se transfiere al siguiente nivel, disminuye un 90%

1. Los sistemas pueden acumular o exportar diferentes cantidades de energía, es decir el flujo de energía se ve afectado por la longitud de la cadena trófica.[6]
2. La energía que pasa por el pastoreo varía en la cadena alimenticia, por ejemplo los bosques proveen poca energía, sin embargo su mejor aprovechamiento es por medio de los descomponedores.[6]
3. Hay diferencias en cómo se convierte la energía obtenida, dado que algunos organismos destinan gran parte hacia la respiración, teniendo un rango de eficiencias de producción, este varía usualmente del 1% en aves y mamíferos endotérmicos, el 10% en ectotermos como los peces,  40% se estima  para los invertebrados herbívoros y aproximadamente  el 60% para los invertebrados carnívoros. Estos porcentajes son capaces de causar una considerable variabilidad en el flujo de energía en las cadenas tróficas.[6]

Hay que recordar que las cadenas tróficas son complejas y que interactúan entre sí de manera constante. Hace tiempo, los cálculos de productividad de ecosistemas terrestres involucraban medidas de biomasa de plantas y se realizaban estimaciones de transferencias de energía entre niveles tróficos.
En ecosistemas acuáticos, estos cálculos consistían en medir cambios de O2 o CO2 en medios artificiales, actualmente se ha desarrollado la medición in situ, así como técnicas de teledetección por satélite, por lo que resultados locales pueden convertirse en resultados globales.

## Relación con las leyes de la termodinámica
Un ecosistema se puede considerar como un sistema termodinámico, cuando cada uno de sus distintos niveles tróficos se encuentran en un intercambio de energía constante, la energía generada en un nivel trófico se pasa a otros niveles; en la interacción de productores y consumidores, nunca se pierde (Primera ley de la termodinámica)  y circula junto con las interacciones que se den en el ecosistema, asimismo esta energía no pasa de manera íntegra o total o de manera directa (Segunda ley de la termodinámica)  al otro nivel sino que se va disipando en los distintos procesos que realiza cada organismo.
De esta manera también se debe considerar que los ecosistemas son sistemas abiertos que intercambian energía entre sí y pueden llegar a funcionar como un conjunto que puede afectar de manera sinérgica. En la mayoría de casos estudiados la energía que pasa de un nivel productor a uno consumidor suele ser la décima parte y suele medirse por la biomasa que generan (primeros niveles o productores) y la que se termina aprovechando  por el consumidor (nivel secundario).

## Ejemplo
Si se toma como ejemplo una planta  que produce 5000 gramos de biomasa, para el siguiente nivel el herbívoro consumidor, solo aprovechará el 10%, es decir 500 g, en el siguiente nivel un consumidor secundario solo aprovecharía el 10% del nivel anterior y así sucesivamente. De tal forma que solo se aprovecha el 10% de energía del nivel inferior inmediato.